# Talsperre Vanderkloof
Die Talsperre Vanderkloof (englisch Vanderkloof Dam bzw. P K le Roux Dam) ist ein Wasserkraftwerk am Oranje in Südafrika. Der Oranje bildet an dieser Stelle die Grenze zwischen den Provinzen Nordkap und Freistaat. Die Kleinstadt Petrusville befindet sich rund zehn Kilometer südwestlich der Talsperre. Ungefähr 130 Kilometer flussaufwärts liegt die Talsperre Gariep. Beide Talsperren sind im Besitz des Department of Water and Environmental Affairs (DWEA) und werden auch von DWEA betrieben.

## Bau
Mit vorbereitenden Erschließungsmaßnahmen wie dem Bau von Zugangsstraßen wurde bereits im August 1961 begonnen. Diese Arbeiten waren 1968 abgeschlossen. Die eigentlichen Arbeiten an der Talsperre begannen im Juli 1971. Das Kraftwerk ging im Februar 1977 in Betrieb. Es ist im Besitz von Eskom und wird auch von Eskom betrieben. Die Talsperre dient neben der Stromerzeugung auch dem Hochwasserschutz und der Bewässerung. Sie wurde am 17. November 1977 durch den damaligen Ministerpräsidenten Balthazar Johannes Vorster offiziell eröffnet.

## Absperrbauwerk
Das Absperrbauwerk besteht aus einer doppelt gekrümmten Bogenstaumauer aus Beton mit einer Höhe von 108 m über der Gründungssohle (100 m über dem Flussbett). Die Staumauer ist die höchste Südafrikas. Die Mauerkrone liegt auf einer Höhe von 1.180 m über dem Meeresspiegel. Die Länge der Mauerkrone beträgt 770 m. Das Volumen des Bauwerks beträgt 1,116 Mio. m³.
Die Staumauer verfügt sowohl über mehrere Grundablässe als auch über zwei Hochwasserentlastungen. Über die Grundablässe können zusammen maximal 659 m³/s abgeleitet werden, über die Hochwasserentlastungen maximal 21.840 m³/s.

## Stausee
Die Talsperre staut den Oranje zum zweitgrößten Stausee Südafrikas mit einer Fläche von 138,66 km² und einem Volumen von 3,255 Mrd. m³ auf. Das normale Stauziel liegt bei 1.170,5 m (maximal 1.179 m bei Hochwasser).

## Kraftwerk
Das Kraftwerk Vanderkloof verfügt über eine installierte Leistung von 240 MW. Die durchschnittliche Jahreserzeugung schwankt mit der Wasserführung des Oranje: sie lag im Jahre 2004 bei 393 Mio. kWh und im Jahre 2002 bei 1,192 Mrd. kWh. Die erste Maschine ging am 22. Dezember 1976 in Betrieb, die zweite am 23. Februar 1977.
Die beiden Francis-Turbinen wurden von Hitachi geliefert, die Generatoren von Toshiba. Sie befinden sich in einer unterirdischen Maschinenhalle auf der linken Flussseite. Die Abmessungen der Maschinenhalle sind: Länge 91,2 m, Breite 24 m, Länge 48 m. Die Turbinen leisten jede maximal 120 MW, während die zugehörigen Generatoren 133 MVA leisten. Die Nenndrehzahl der Turbinen liegt bei 125/min. Die Nennspannung der Generatoren beträgt 11 kV. In der Schaltanlage wird die Generatorspannung von 11 kV mittels Leistungstransformatoren auf 220 kV hochgespannt.
Der Durchmesser eines Laufrades beträgt 5,462 (bzw. 5,30) m. Das Gewicht des Laufrades liegt bei 54 (bzw. 53,7) t und das der Welle bei 60 t. Der Durchmesser eines Rotors beträgt 9,5 m und sein Gewicht liegt bei 436 t. Die Fallhöhe beträgt 61 bzw. 65 m. Der maximale Durchfluss liegt bei 217 m³/s je Turbine.